# Marcel Marlier
Marcel Marlier (ur. 18 listopada 1930 w Mouscron, zm. 18 stycznia 2011 w Tournai) – belgijski rysownik i ilustrator.

## Biografia
W wielu 16 lat, zapisał się do szkoły artystycznej w Saint-Luc de Tournai, którą ukończył w 1951 roku, z najwyższym wyróżnieniem. Po dwóch latach podjął pracę w tej uczelni, jako nauczyciel.
Gdy belgijski wydawca La Procure à Namur zorganizował konkurs plastyczny na ilustrację dla dzieci w wieku szkolnym, Marlier wziął w nim udział i wygrał. Tak rozpoczęła się jego współpraca z wydawnictwem trwająca ponad 25 lat.
Jego rysunki zostały dostrzeżone przez belgijską firmę wydawniczą Pierre Servais at Casterman. W 1951 roku zaproponowano mu, pracę jako ilustrator. Wynikiem współpracy była ilustrowana edycja książek przygodowych Aleksandra Dumasa.
W 1954 roku Marlier rozpoczął ilustrowanie serii opowiadań o Martynce, których autorem był Gilbert Delahaye. Seria okazała się wielkim sukcesem. Liczyła około 60 książek, które zostały przetłumaczone na wiele różnych języków. Sprzedała się w około 100 milionach egzemplarzy i jest jedną z najlepiej sprzedających się serii książek.
W 1969 Marlier stworzył także swoją własną serię książek dla dzieci, Jean-Lou i Sophie.
Zmarł w Tournai, 18 stycznia 2011 roku w wieku 80 lat.